# アダルトビデオ
アダルトビデオ（和製英語: Adult Video）とは、日本において「性行為に係る人の姿態を撮影した映像」である。略称は「AV（エーブイ）」。セクシービデオやエロビデオとも言う。

## 概要
「アダルトビデオ」は日本における独自の名称であり、その他の国では一般的にポルノ映画もしくはポルノグラフィと呼ばれる。
本項ではアダルトビデオについて記述する。なお、日本では国産ポルノ映像以外の作品はアダルトビデオとは呼ばれない場合が多い。
アダルトビデオは、ビデオ媒体などでの流通を念頭として、ビデオカメラで撮影されたものを指す。この理由は第一に、ピンク映画や「日活ロマンポルノ」（1971年より）とは制作手法が異なるため、第二にピンク映画など家庭用ビデオデッキ普及以前にあったジャンルと区別するためである。年間1万本程度のアダルトビデオがリリースされている。狭義には業界団体による自主検閲を経た「適正AV」を指し、後述のように非合法なものは裏ビデオ、個人ないし同人サークルで制作されるものは同人ビデオ、海外の作品はポルノ作品として分けている。業界内では「V」と呼称される。
俗に、日本国内において合法的に流通しているものは表ビデオ（2018年より「適正AV」とカテゴライズ）、日本の国内法（刑法175条：わいせつ物頒布罪）に基づいて性器にモザイク処理などが施されていないなどの理由で非合法のものは裏ビデオとされている。なお、製作会社の廃業時などにモザイク処理が行われていないマスターテープが流出することがある。これは「流出物」と呼び、裏ビデオの一種である。ライターの亀山早苗によれば、2022年時点で日本のAVメーカーの90%は適正AVの枠組みに入っており、それ以外に同人系メーカーなどがある（必ずしも違法ではない）。亀山は、児童ポルノや相手の許諾を一切得ていない犯罪性の高いものはAVの範疇ではない（ポルノ映像すべてがAVではない）と記述している。
初期の記録メディアはVHSが中心であったが、技術革新に伴い、一部を除いて配信媒体としてのビデオテープは消滅しており、DVD・Blu-ray Discや、インターネットによる動画配信に移行している。
2021年現在では日本の合法セルビデオ（販売用ビデオ）の大半はDVD-Videoである。DVD登場前の一時期にビデオCDにより発売された作品がある。また、他のDVD映像ソフトと同様にHD画質や画面アスペクト比16:9の標準画質で撮影された作品も多く、DVDのほかにBlu-ray Discの形態も存在する。2009年（平成21年）1月23日に、レンタルビデオショップ最大手のTSUTAYAでBlu-ray Disc版アダルトビデオのレンタルが開始された。2021年1月1日にはアイデアポケット、PREMIUM、4K-ダスッ!の3メーカーから初のUltra HD Blu-ray規格のソフトが発売された。なお、NHKではDVDパッケージのものを「娯楽用DVD」と呼んでおり、アダルトビデオもこれに含まれる。
自らもAV女優であるジューン・ラブジョイは、海外のポルノ映像と日本のアダルトビデオを比較し、局部を大写しにすればいいという考え方が大きい海外に対し、日本のアダルトビデオは局部にモザイク処理が入るというハンデがあるものの、そのぶんクリエイティビティが発揮されており、女性（女優）を満足させたいという視点にも溢れていると分析している。
研究者の服部恵典は2023年のインタビューで「アダルト動画サイトの閲覧数は、Netflixの閲覧数をはるかに上回っている」と分析している。
矢野経済研究所によるとアダルトビデオの市場規模は、512億円（2014年）である。

## 出演者など

### AV女優
AVブームの定着に伴い、AVに出演することを生業とする女優（AV女優）が現れた。AV女優は、自主的または監督などの演技指導により様々な「演技」を行う。
ただし、本格的に「演技」の勉強をし、撮影に役立てている者は稀。AV黎明期に活躍したAV女優に、『ドキュメント ザ・オナニーPART2 女優・田口ゆかり』ら40本の表ビデオ、その他裏ビデオ・裏本多数に出演した田口ゆかりがいる。また、近年ではAV女優の乱立を危惧する声が多くなってきている。
AV男優の鮫島健介によれば、2020年までの数年で出演者は女優、男優共に1か月以内の性病検査が必須となり、検査項目も5項目→7項目→9項目プラス医師による目視チェックと増えている。スタジオ入りの際には検温、手洗い、撮影前には契約書と出演同意書の徹底、出演金額の開示（場合によって本人とプロダクションの割合も含む）も行われる。また、これらを証拠のため、映像カメラに収めるようになったという。
- 関連
  - BRW108 : 日本のAV女優ユニット。
  - ジューシーハニー : トレーディングカード
  - AIDL5 : アダルトアイドルユニット、またはその企画・イベント名
  - AV女優のアジア進出
  - AV女優板
  - AV30 : アダルトビデオ30周年を記念したプロジェクト

### その他出演者
- AV男優

## 制作者など
- AV監督
- ビデオメーカー
  - アダルトビデオメーカー
  - Category:日本のアダルトアニメメーカー
  - Category:日本のゲイビデオメーカー
- AV事務所
  - Category:日本のAV事務所

## 流通

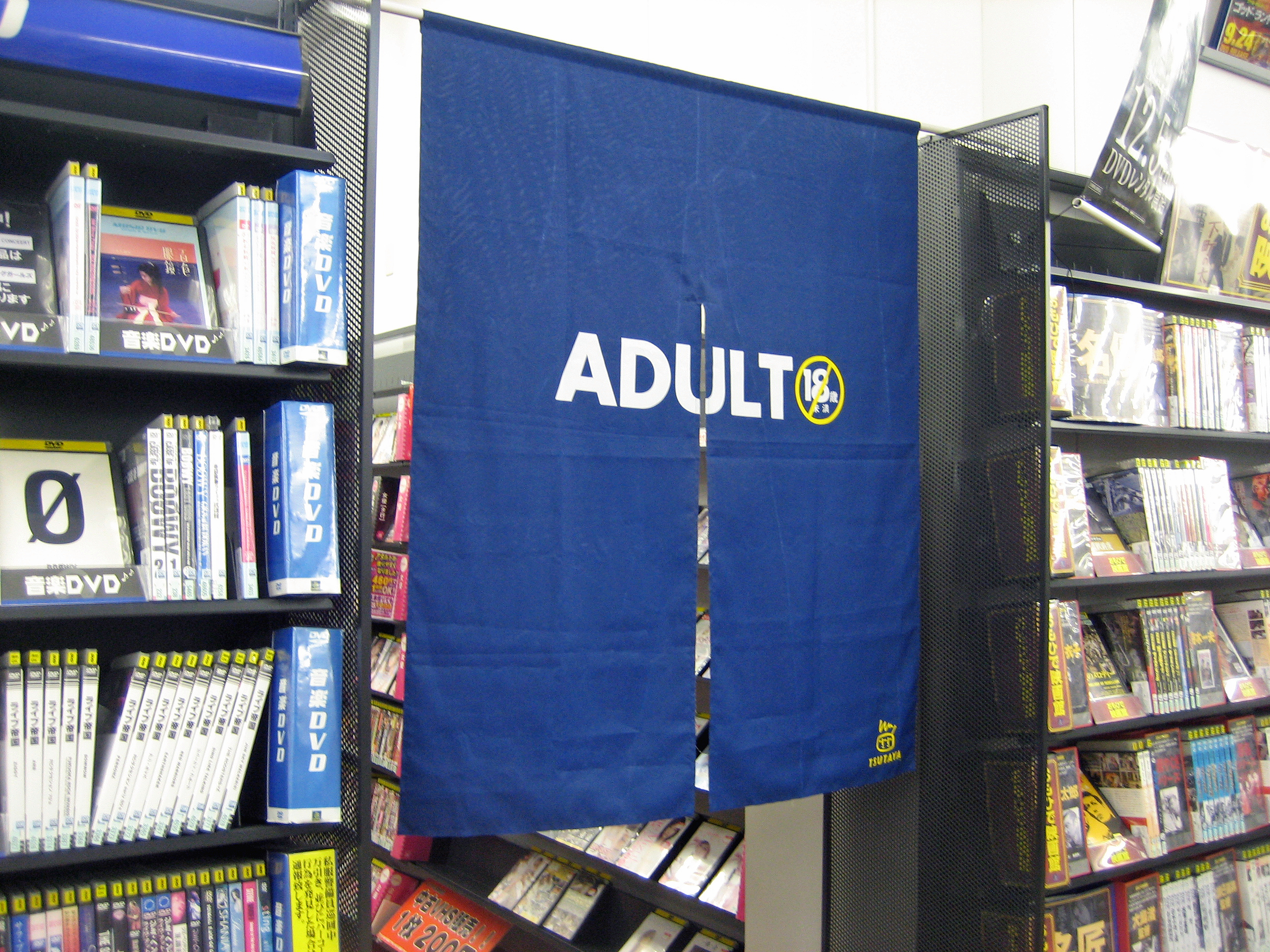
アダルトビデオコーナー入口は暖簾で仕切られていることが多い。

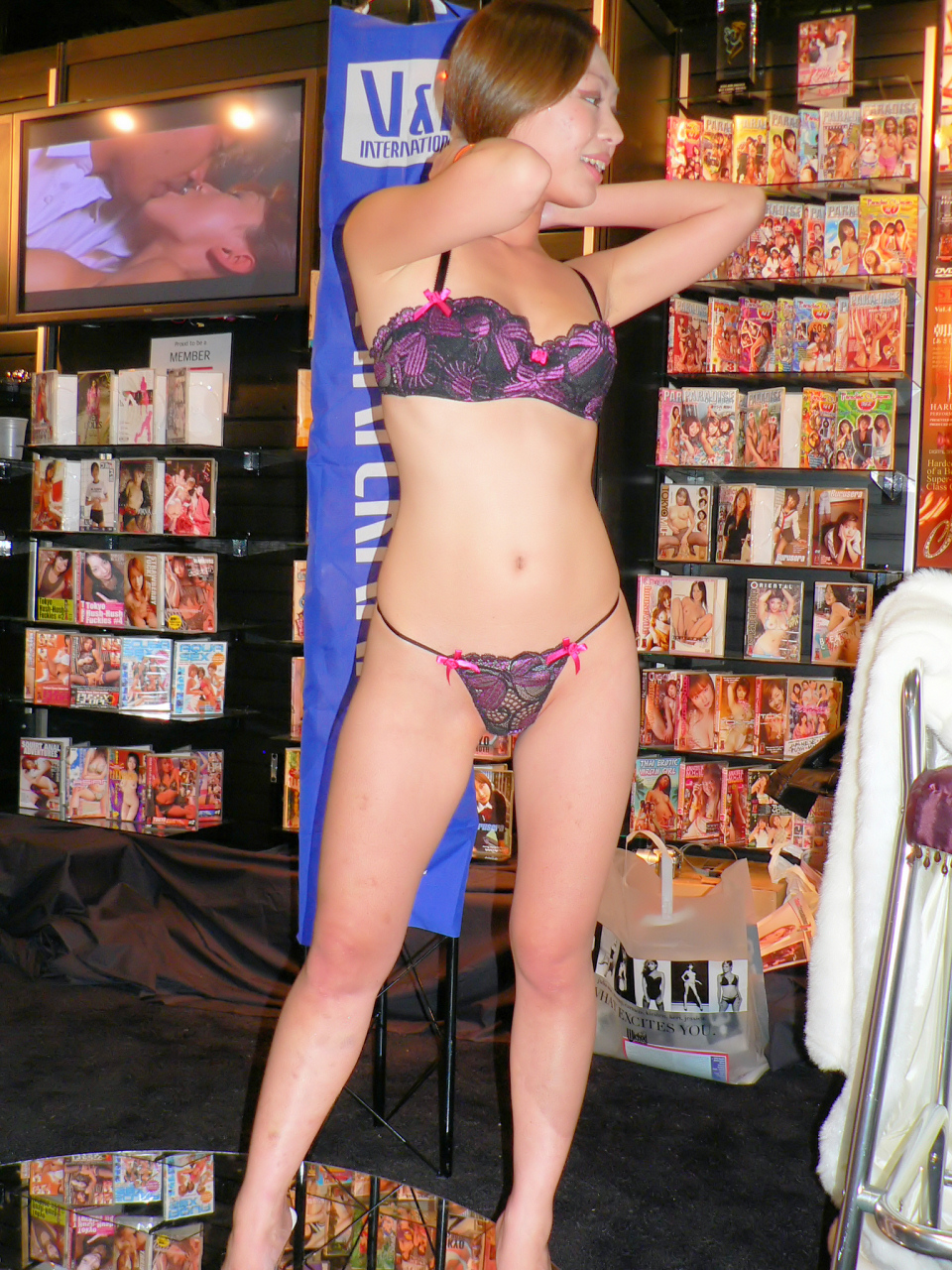
人気AV女優は撮影会・握手会などファンとの交流も行う。(朝比奈ハル)

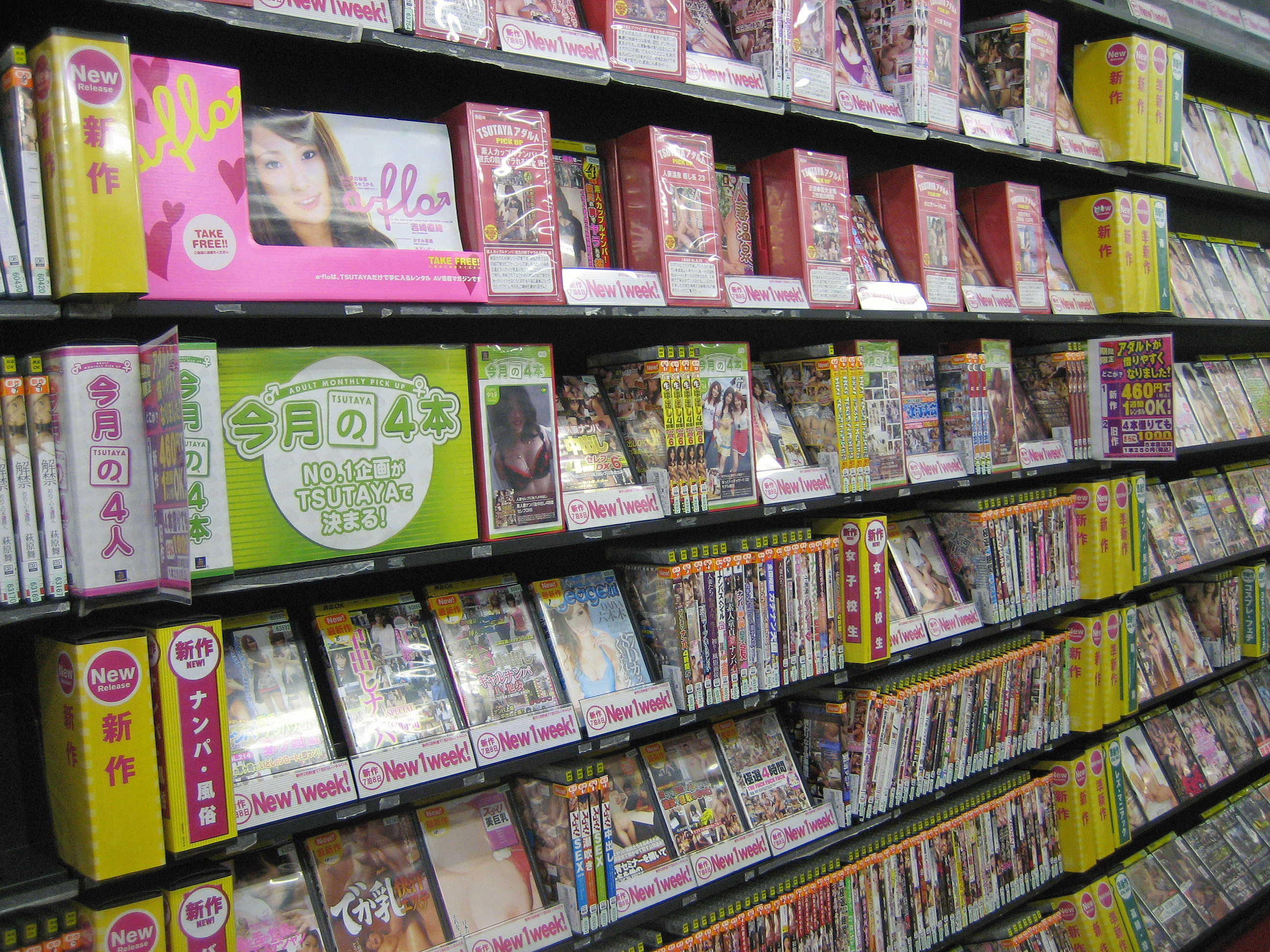
日本のレンタルビデオ店のアダルトコーナーにある新作ビデオ棚。

### レンタルビデオ
- アダルトビデオはレンタルビデオ業界とともに発展を遂げた。かつてはレンタル流通を本流とするメーカーがメジャーとされており、後発のセルメーカーがインディーズとされていた。
- 2009年現在、レンタル業界はTSUTAYAやゲオの寡占状態。同様に寡占状態にある製作メーカー、ソフト・オン・デマンドやCAなどのセルメーカーがここに参入している[21]。
- 2009年現在、おおよそ日本において年間1万本以上のタイトルが製作されていると言われる[22]。
- レンタルビデオが一般に普及する一方、販売を主目的としたビデオ（セルビデオ）も登場。市場規模を見ると現在では通信販売でも買えるセルビデオの方が大きい。
- レンタルビデオ店の多くには、アダルトビデオの独立コーナーが設けられ、一般コーナーとは暖簾などで仕切られている場合が多い。これは、青少年の目に触れさせないためとアダルトビデオに嫌悪感を抱く人々に配慮、およびにAV利用者のプライバシーに配慮をしたためである。ただし、1990年ごろまではアダルトビデオ作品数が少なかったため、一般作品と並べられて展示されていた。

### セルビデオ
- 1990年代より、レンタルではない、販売専用のセルビデオという流通が現れ始め、また、通信販売やネット上で申し込めるアダルトビデオの宅配サービスなども盛んとなる。メーカーによっては独自に流通配送システムを構築し、通販サービスの向上と低価格化を実現しているところも現れる。90年代後半にはレンタルメーカーとは別の審査基準を用いたことからセルブームが生まれた。
- 2000年代にはいるとレンタルビデオ店の事業縮小により、物品としての取引はセルビデオが主体となった。手売りイベントができることから女優とユーザーの間を取り持つリアルイベントができること、中古販売、買取ができることから配信への移行期である2020年代にも市場として上向いている[23]。メーカー側はメーカーごとの営業担当が撤廃され、流通業者にアウトソーイングされることが多くなり、後述のように配信のみとなるメーカー、将来的にはDVD撤退を視野に置くメーカーも現れている[23]。

#### ブラックパックビデオ
- ブラックパックビデオは1983年ごろから1985年ごろにかけて流通したアダルトビデオの一形態を指す俗語。一般的な流通経路を経ず、カバン屋経由で流通したインディーズ・ビデオである。

### CS放送による放送事業
- ビジネスホテルやラブホテルの有料番組、スカパー!プレミアムサービスによるCS放送番組（900ch台の放送）、ケーブルテレビなどでも作品が放送されるなど、さまざまな場所で利用されている。

### インターネットでの動画配信事業
- インターネットの普及と共に、AVコンテンツをストリーミング放送やデータダウンロードの形で提供するものも現れている（特に、廃盤作品はメーカーから提供を受けている業者からデータで買う以外に視聴方法はない）。
- 2018年以降、AV人権倫理機構の設立によりAV女優側からの配信停止などが認められたことにより、メーカー側も配信事業を重視するようになった（DVDなどのメディアでは回収作業が伴うため）。逆に、セルビデオ店では過去作を探すユーザーが増え、中古作品にはプレミア価格が付くようになったという[23]。
- 2018年には配信特化型メーカー・FALENOが誕生した（店舗イベントを行うため、2021年からはDVDも作品によって発売）[24]。
- VR映像配信作品も活気を得ており、この分野では海外から取材が来るほど日本が突出した技術を持つ[25]。詳しくはアダルトVRを参照。

#### 海外法人のVOD
- 日本国内の者（個人・法人）が、日本国外に海外法人を設立し、日本との法体系が違う（刑法のわいせつ物頒布等の罪が適用されない）海外現地法人を利用して、日本向けにアダルトビデオの販売を目的として、主にアメリカ合衆国などでインターネットサーバーを設置（.comなどドメインを取得）し、動画配信を行うケースが多くなり、性器にモザイク処理のない「無修正ビデオ」の配信が盛んになっている。違法アップロードも多く行われており、これらの削除申請権はアダルトビデオメーカー側にある[26]。

##### 主な事例
- Dreamroom Productions - 商号: 「Dreamroom Productions, Inc.」、商標: カリビアンコム、Heyzo、一本道。アメリカ合衆国所在のアダルトビデオ配給会社。
- Amorz Entertainment（AMORZ） - 商号: AMORZ INC.、商標: STUDIO AMORZ MEDIA、AMORZ STUDIOS[27]（「7 Geishas」、「CATCHEYE」、「CATWALK」、「Engine」、「Goemon」、「HEYZO」、「HOT CREAM」、「JBOXanime」、「KOKESHI」、「LaForet Girl」、「Magic Banana」、「MANDALA」、「Merci Beaucoup」、「MUGEN ENTERTAINMENT」(MUGEN、KIRARI)、「SAMENJIRO」、「SAMURAI PORN」、「Stage2」、「Studio Teriyaki」、「Super Model Media」、「Tokyo Neko」、「Tsubaki House」）[28]。アダルトビデオ配給会社。「Opticalxtreme Inc.」の関係社[29]。
- AVエンターテインメント（AVentertainments.com） / AVファンタジー（AVFANTASY） - 商号: Opticalxtreme Inc.[30] アメリカ合衆国所在のアダルトビデオ配給会社。
- 東京熱: アメリカ合衆国など所在のアダルトビデオ配給会社。商号: CSJJ Media, Inc → Net link Inc → JSKY Services, Inc.

### その他
- GIRL'S CH : 総合販売サイト
- ハッピーアワーシアター : （HAPPY HOUR THEATRE）は、2013年12月中旬からベースメントモンスター王子で開催されているAV女優によるオンライン配信型ライブ劇場
- FANZA : ECサイト
- MGS動画：ECサイト
- DUGA：ECサイト

## 日本の賞
- AV OPEN〜あなたが決める!セルアダルトビデオ日本一決定戦〜
- AVグランプリ
- スカパー!アダルト放送大賞
- FANZAアダルトアワード
- このエロVRがすごい![31]

## 作品の内容
ポルノグラフィが基本である以上やはり性行為が基本なのであるが、日本のAVについては諸外国と異なり、必ずしもそれに偏重していない。確かに性行為のカットがあるものの、イメージ映像やインタビューなども重視される傾向があるのが特徴的である。シチュエーションなどフェティッシュに特化した作品も多岐にわたる。反響や展開については「AV女優のアジア進出」も参照。
また、2000年代後半に入って女性AV視聴者の拡大と男優、女優の処遇改善やアイドル化、リアリティの追求などによりAVの性向も少しずつ変化し、無料アダルトサイトの普及や女性向けAVが発売され、しみけん、一徹のようなイケメン男優が人気を得ており、女優では明日花キララが女性層から高い人気を獲得するなど、女性もAVに対しての抵抗が以前よりは少なくなりつつある。
制作費は1992年時点で「250万切るくらい」。2007年時点で「大手は1本200から180万」「小規模メーカーは100万から70万」。2024年時点で「大手は120から70万」。ただしデビュー作は売れるので「200万弱」と年々下がっている傾向にある。これは現場費（撮影スタジオ代、スタッフ及び機材レンタル費、男優出演料）のみで、女優出演料とモザイク修正費用は含まれない。現場費ではスタジオと人件費が大きく占める。近年はビデオカメラの高性能化により小規模な作品では監督が撮影、音声、照明すべてを引き受ける場合もある。

## 避妊具の使用とピル
作品内でコンドームの着用を説明しているものもあり、あえて射精後のコンドームから精液を垂らしてAV女優が飲む、という構成の作品も見受けられる。一例を挙げると『顔は日本カラダは車中!!』（SODクリエイト、出演：夏目ナナ）においては、AV女優が車外に顔のみを出し、直前に使用したコンドームから精液を手の上に搾り出して飲む行為を数回行っている。
童貞喪失ものでは、AV女優が相手となる童貞男性にコンドームを装着する場面から始まり、男性が射精した後に精液の溜まったコンドームを外し、その精液を見ながら童貞喪失の感想を話し合うなどの構成が見られる（『最高の筆おろし』・マドンナ）（『ザ・筆おろし』・クリスタル映像）。
中出しの場合は、制作会社側がアフターピルや避妊フィルム、女性用コンドームなど避妊準備をするものや、事前に女優が低用量ピル（経口避妊薬）による避妊をしているケースがある。一部作品では、出演者自身が医師の処方を受けた経口避妊薬を示し用法を説明してから中出しされたり、精液を膣内に注入したりしている。特殊な例では、川奈まり子の引退作品において、妊娠を狙って婚約者のAV男優による真性中出しが行われたが、その作品での受精・妊娠には失敗した。ただし、これが事実か演出かは不明である。

## 撮影に関わる問題

### 公然わいせつ罪
屋外でAVを撮影すると、公然わいせつ罪に問われる可能性がある。AV関係者が書類送検ののち不起訴処分になった事例もある一方で、撮影現場となった温泉が閉鎖に追い込まれた事例もある。

### AV出演被害
アダルトビデオの出演を強要される女性の相談が寄せられているとして、国際人権NGOヒューマンライツ・ナウは、被害防止や被害者救済のための法規制を急ぐよう求める調査報告書を公表した。報告を受け、2016年から内閣府男女共同参画会議女性に対する暴力に関する専門調査会において有識者や警察庁などの関係省庁へのヒアリングなどが行われ、2017年には、さらなる実態把握や取締りの強化などを今後の課題とする報告書が提出された。
そうしたAV出演被害の防止と被害者の救済のため、2022年6月23日にAV出演被害防止・救済法が施行された。その中で、アダルトビデオは「性行為映像制作物」として定義された。本法律には撮影時の性行為を禁じる規定は盛り込まれなかったが、その点を不十分と見なす日本共産党は「実際の性交を伴うAVを正面から規制する法整備」を党の公約として打ち出している。一方で、実演者であるAV女優有志（月島さくら、天使もえなど）は働きやすい環境を求め、同年8月に署名活動を行った。本法の成立により、同人AVの増加を危惧する声も挙がっている。法学者の河合幹雄は「それまでAV業界は警察庁の管轄だったのが、新法によって内閣府管轄に「昇格」。ある意味でまともな産業の一つとして認められた」と笑いを交えて述べている。

## 性器の露出と規制
日本では欧米諸国などと異なり、成人向けであっても性器を直接表現する映像を公開することは、判例上では表現の自由よりも「わいせつ物頒布等の罪（刑法第175条）」としている。目的は、公衆の「健全」な性的風俗ないしは性秩序を守るためとされているが、「現状にそぐわない」との批判もあり、参議院議員の山田太郎が刑法175条の見直しを提唱している。
刑法175条の規定を受け、倫理審査団体の自主規制によって性器に「モザイク処理」などさまざまな手法で「ぼかし」がかけられる。これは、性器を露出しないことは勿論ではあるが、（建前上では）実際には性行為を行っていないことを文字通り「ぼかす」という意味もある。精液や肛門（審査団体によっては自主規制）を映し出すことは、わいせつには当たらないと解釈されている。
近年では日本のアダルトサイト業者、アダルトビデオメーカーが、性器の露出について日本とは法規制が異なる他国のサーバとプロバイダー経由で有料サイトを開設しており、日本国内からこれらのサイトにアクセスし「無修正映像」を簡単に視聴したりダウンロードすることができるようになった。これを通称海外配信という。
また、「修正映像」も時代と共に変化し、かつては女性の陰毛や肛門が露出しているものは非合法とされていたが、2010年以降では「合法」との見方に変わったり、かつては児童の性器の露出は「合法」とされていたのが、最高裁の判例により「非合法」とされたりと、「わいせつ」の概念や定義は時代によって変遷している。

## 倫理審査団体とインディーズ
倫理審査団体には日本ビデオ倫理協会（ビデ倫）、コンピュータソフトウェア倫理機構（ソフ倫）、コンテンツ・ソフト協同組合メディア倫理委員会（メディ倫）などがあり、それぞれ所属する会員である製作会社のビデオが倫理を逸脱していないか監視している。ただし、法的な根拠はなく、審査をパスしていれば、警察に摘発されないという保証はない。
倫理審査と同時に海賊版製作者に対する警告・告発も行っている。ビデ倫加盟メーカーはビデオ倫理監視委員会を通じて監視を行っている。
- ビデオ倫理監視委員会が把握している審査団体
  - 日本ビデオ倫理協会（ビデ倫）※2010年解散
  - コンピュータソフトウェア倫理機構（ソフ倫、EOCS）※2010年代以降はアダルトゲーム、イメージビデオのみを扱う
  - ビジュアルソフト・コンテンツ産業協同組合（VSIC）
  - 日本映像制作・販売倫理機構（JVPS、制販倫）
  - コンテンツ・ソフト協同組合メディア倫理委員会（CSA、メディ倫）→日本コンテンツ審査センター
  - 全日本ビデオ倫理審査会（AJVS、全審）
  - 日本倫理審査協会（JEJA、日倫）
- その他
  - AV人権倫理機構 ※第三者機関　※2024年3月31日活動終了
  - コンテンツ・ソフト協同組合 ※2015年解散
  - 知的財産振興協会 ※メーカーと店舗による組合
  - 東日本コンテンツ・ソフト ※2015年解散
  - OCCN 配信映像審査ネットワーク[47]

倫理審査団体に所属していないアダルトビデオメーカーの作品は「自主規制作品」（インディーズ）と呼ばれるが、ビデ倫・ソフ倫以外の審査団体で審査を行った作品はモザイク処理などの点で自主規制作品と大差はなく、一般的にはインディーズとしての扱いを受ける。
倫理について明確な基準がなく、モザイク処理部分の大小・強弱などでメーカーごとにばらつきがあったり、同一メーカーの作品でも、発売年度などによって違いがあったりする。また、生き残りのため、性器のぼかしが少なく性行為も過激なものも増加傾向にある。
ビデ倫でもヘア・アナルの露出を解禁（2004年末よりヘア露出の一部解禁、2006年8月審査タイトルより全面解禁）するなど、基準の見直しが行われている。
この見直しに対応して、従来はビデ倫・ソフ倫およびそれに準ずる審査団体（制販倫・VSIC）による審査済み作品のみ掲載していた業界誌でも、2006年9月号以降、それ以外の審査団体で審査を受けた作品も掲載するようになった。露出度と売り上げは比例しない。

## 海外

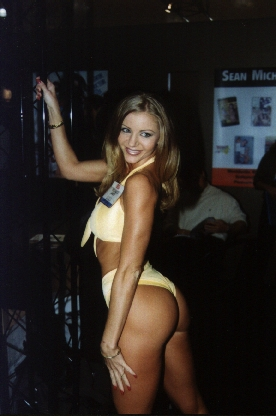
アンバー・マイケルズ

アメリカや欧州などではアダルトビデオという呼び方よりポルノ・ビデオと呼ばれることが一般的である。

### アメリカ
1980年代に設立されたヴィヴィッド・エンターテインメントは未だに現役メーカーとして君臨しており、1990年代設立のニュー・センセーションズは姉妹ブランドを抱えている。2000年代以降に設立されたNaughty AmericaやReality Kingsも大きな人気を誇り、Bang Brosは人気フランチャイズ作品の『ガールズ・ゴーン・ワイルド』の買収などをおこなうなど勢力を伸ばしている。2010年代設立のヴィクセンはヴィクセン・エンジェルを月ごとや年ごとに選定するなどの試みをおこなっている。その中でKink.comはフェティシズムやBDSMに特化した内容の作品を中心にした会社である。

### 海外の賞
AVNアワードやXRCO賞、XBIZ賞など数々の賞がある。

## ジャンル
制作者側での区分と消費者側の区分とが存在する。
制作者側からの区分ジャンルは様々であるが、容姿やスタイルを全面に打ち出した「単体女優物」と企画内容を売りにした「企画物」に大きく分けられる。この分類は極めて明確で女優のギャランティーやパブリシティー、メーカーの制作体制などに差異が認められる。つまり、女優のネームバリュー押しではなく企画や監督名が前面に出たパッケージ（甲斐正明など）こそ企画物というカテゴリーの目安と言えよう。
一例としてアダルトビデオにはロリコン・オナニー・セーラー服など様々なジャンルがある。『月刊TVガイド ビデオコレクション 臨時増刊号 アダルトビデオ3000』（1983年の東京ニュース通信社）の索引では14のジャンルに分けられていた。また、藤木TDC（2011）によれば、これは黎明期はVHS供給ということもあり、30分程度と短時間のものが多く、総合的なエロスを盛り込んだ作品を製作することが困難で、1本1本そのジャンルに特化したものを製作せざるを得なかったという事情があるのではないかと考察している。だが、DVD・ネット配信などの登場で作品の時間制限が緩やかになった今でも、総合的なエロス作品を目指すかたちではなく各ジャンルについてよりマニアックに掘り下げていくケースが多くみられるとしている。世界的視野に立つとひとりのポルノ女優に焦点を当てた単体物がほとんどであり、趣向別に細かくジャンル分けされているのは日本独自のものである。藤木TDCはこれを「日本独特のAV風土」とし、日本の文化であるとする。

### 単体女優物
単体女優物は、主に容姿が美しい女優を全面に打ち出す作品である。女優名を大きく出し、作品内容よりも女優そのものを大きくアピールする。
AV女優一人が出演しているため単体女優物と呼ばれる。単体女優は、AV業界の中で企画物の女優（企画女優）と比較して、容姿やスタイルが美しいとされる。基本的には一人のAV女優が登場する1時間 - 2時間物が多いが、一人の女優の出演本数が増えるとテコ入れのため共演作を撮影することもある。単体女優物は、セル・レンタル業界を問わず、各メーカーとも資金を投入し力を入れている。
知名度は重要なアピールとなるため、AV女優になる前にタレント、グラビアアイドル、アイドル、モデルスポーツ選手、ミスコン出身者であったものもおり、逆に単体女優として有名になった後にタレント活動するものもいる。
1990年代の末から、元々は企画物の女優であるのに単体女優並みの人気が出て（出ると企画立案され）、単体作品に出るケースもあり、こういった作品をキカタン（企画単体の略）作品と呼ぶ。

### 企画物
企画物は女優の容姿にこだわらず、特定の企画内容を売りにした作品。そのため女優の名前が出ないこともある。テレビや映画のパロディ、大人数もの、人妻もの、素人もの、職業もの（制服女性）、学生もの（セーラー服、ブレザー、ジャンパースカート、吊りスカート）、レイプもの、ナンパものなど、あるジャンルに特化し、それらを好む視聴者をターゲットにしている。このジャンルの境界にははっきりとした線はなく、例えば、「人妻ナンパ」「素人接吻」「女子校生レイプ中出し」といったように複数のジャンルをまたいだ商品も多い。また、単体女優が企画色の強い作品に出演することもある。
企画物に出る女優の中には、親バレなどを避けるためパブリシティーを制限している例が多く、容貌がきれいであっても単体女優にはなれない（ならない）。女優によっては特定のジャンルのみに出るケースもある。
※企画のジャンルについては、あらゆるシチュエーションがあり、その組み合わせの多さから、数限りなく存在し得るため、ここでの列記は避ける。裏ビデオの項も参照。

### 痴女
一般には痴漢の女性版といった意味合いであるが、アダルトメディアでは「男性を責めることで興奮する女性」といった意味合いで使用される。ライターの安田理央はこの原点を黒木香が行った激しい反応であったと記述している。これは淫乱AVブームを経て、性感マッサージ店「乱コーポレーション」の女性オーナーが考案した言葉責めなどのプレイがAV業界に持ち込まれ確立させていった。直系の女優の一人に水樹千春（のちの三代目葵マリー）がいる。また、痴女という文言は『私は痴女』シリーズの（1995年、クリスタル映像）ゴールドマン監督が定着させた。
当時は男性が女性を責めるというのがトラディショナルであり、その逆というのはあくまで企画ものの一つであったが、1990年代後半より人気の女優が痴女を演じる作品が徐々に出始め、2000年代に盛り上がりを見せる。痴女役は隠語のパターン数や演技力など技量が要求されるため、キカタンブームも伴い、この時代の女優に素質ある女優が多数現れたことも盛り上がりの要因だと前述の安田は分析している。しかし、盛り上がりが起きたことにより、パッケージタイトルに「痴女」と入れた作品は2007年ごろより急速に衰退する。二村ヒトシによれば「AVの王道ジャンルに吸収されちゃった」とのこと。安田は痴女の浸透と拡散が進んだ末、専属女優ものの中に女性が責めるパターンがソフトなものであれ組み込まれるようになり、特殊なものではなくなったとまとめている。
2022年時点では、痴女特化作品は「白目を剥く」などの表現を過剰にした形、サキュバス作品など設定を特化した形、乳首責めなどさらに細分化した形で残るほか、VR作品は男性視点側が動かないことから痴女とは謳わないものの、女性側が責める痴女的な作品がほとんどとなっている
2024年10月にFANZAで発売された作品を安田理央が調べた結果、男性を女性を攻めるのがメインの作品が259作。女性が男性を攻める作品が431作（風俗もの58作、童貞もの87作含む）。和姦その他が1951作（レズ32作、女装・男の娘、ニューハーフ25作含む）、と10％/16％/74％と女性を攻める作品が多い傾向が判明した。売上ランキングでも上位100位中、男性攻めが6作、女性攻めが13作と倍以上ランクインしており、安田はアダルトメディアを非難する人から『日本のポルノは男性が女性を凌辱する作品が多く、青少年に悪影響を与えている』という発言がよく聞かれるが、このイメージは実情と異なると反論しており、ジャンル自体は多様化しており、ニーズとしても男性が攻められる作品のほうが高いと述べている。

### ザーメン・ぶっかけ・BUKKAKE
精液にこだわった作品、いわゆるぶっかけなどは特にBUKKAKE（発音は「ブッカキー」）として、SUSHIやSASHIMIのように海外でもある程度の定着が見られ、2005年ごろ、日本からメジャーリーグベースボールに渡った松井秀喜に対して、スタジアムではよくこの「BUKKAKE!」とのヤジが飛んだという。藤木TDCはこれをアメリカのワルガキ共が知っている程度には定着しているものではないかと分析している。また、同書では英語版ウィキペディアのBUKKAKEの項目での、BUKKAKEがアメリカに持ち込まれた経緯についての記述にも言及している。これは藤木TDCが確認した時点で若干の事実誤認があるものの、日本語版よりも詳細であったとしている。
持ち込んだのは松本和彦、持ち込まれた作品は南口るみねの『'95決戦』。これは南口が100人分の精液を飲精する内容で、時期は1996年7月、ハリウッドでのポルノ物産展「Video Software Dealer Association」で上映された。あまりの内容にFBIは、これは虐待だと上映の中止を求めたと言い、これが話題となったらしい。
なお、日本におけるザーメンものの嚆矢はラッシャーみよしである。1980年代当時風俗ライターであったみよしが、ファッションヘルスなどで行われていた飲精という技術またはプレイを「ごっくん」と表現していた。1984年ごろ以降には雑誌『SPARK』（白夜書房）のグラビアですでにぶっかけが、それも白夜書房編集者有志である男性モデル数名全員がぶっかけるようなものがみられており、「ドピュドピュ」という擬音も用いられていた。
その後、1985年ごろより村西とおる、豊田薫らにより「（フェラチオを含む）顔面シャワー」が定着する。そして、1986年に雑誌『マスカットノート』12月号でみよしの顔射企画「ミルキー・ドールズ」が開始され、大ヒット。みよしは1988年、AV業界に転身する。初作品は1989年2月の『ダイナマイトスペルマ 藤沙月』であり、顔射は計7発であった。藤木TDC（2011）によれば、はっきり顔射・ザーメンにのみに注目した作品は恐らくこれが業界初である。
その後、みよしはドイツ人ポルノ女優「マンディ」の口内射精された精液を5分も10分も口中で弄ぶというプレイに強い感銘を受け、更なるザーメンビデオを探求しはじめる。なお、当時としてはマニアックな題材であったため、当初は自主製作ビデオに近いかたちでの供給であった。しかし、その後のAVの隆盛の結果、十分な市場を得るに至っている。
なお、前述の松本は1994年にみよしと出会い、ザーメンAVショップ「ミルキーショップ エムズ」（のちエムズビデオグループに発展）を設立。94年にはオリジナル作品『That's スペルマごっくんプリーズ』を発売、初作品ながら既に前半の20人フェラからのごっくん、後半の生本番6Pで、総射精回数27発に至っており、95年以降は射精回数も増え、トップブランドとなった。また、このジャンルの隆盛は業界に「汁男優」なる、射精だけを求められる職種を創設することとなった。

### バイブロボット・アクメマシーン・電動ドリルバイブ
電動ドリル、重機のような威容を誇るマシンにディルドーを据え付け、それを女優の性器に挿入するジャンル。
このジャンルの嚆矢としてはベイビーエンターテイメント/ディープスの『女子高生マシンバイブ』シリーズであるとのことである。その他、自転車を漕ぐとサドルのディルドが上下するソフトオンデマンド『アクメ自転車がイクッ！』などの作品もある。機械的なものが登場する作品としては、日本では2001年『愛玩女獣2 坂井ありす』で自転車のリムに突起物を取り付け女性器を機械的に刺激するものが登場しているが、これは挿入を伴っていない。2002年『犯乳病棟』では巨大なドリルバイブが確認できる。
海外でもアメリカ・KINK社による「Fucking Machine」というものがあり、同社は2001年ごろにはこのジャンルに参入している。藤木TDC（2011）では、手持ち式でも固定式でもない、まるで重機またはロボットのようなマシーン、日本の「アジアンドラッグ1号」が紹介されている。なお、このジャンルでは男優が画面に映り混まないことが重要視される傾向が有るとする向きがある。AV女優側の証言としては、『爆走!イヌ型アクメマシーンBOWWOW』（ROKET）に出演した長澤リカが、強烈なピストンを受けながらも「案外いいかも」と言及した例がある。また、機材の制作者曰く、女性器は意外と力が強く、マシンの方が駄目になってしまうこともあるとのことである。

### シーメール・ニューハーフ
シーメールとニューハーフは境目が曖昧であるが、本項では便宜上シーメールに統一する。
アメリカでは1980年には存在していたジャンルであるが、これが輸入され紹介されたのが嚆矢とみられる。日本製としては1986年、映研『シーメール ちえみ』が最初であるとみられる。これは主にゲイショップで販売されたものであった。主演のちえみは単なるゲイと紹介したライターもいたが、身体は、特に尻などは女性のものであったという。
だが、当時の日本のAVはモザイクが濃く、シーメールものの要である陰茎が確認できない点ではものたりないものであったという。また、AV監督の山本竜二によれば、シーメールたちも（女性ホルモンの影響もあってか）勃起すらしなかったという。この辺りの性表現ではむしろマンガの方が先行していた。90年にはシーメールを越えた、純粋かつ単純に陰茎を備えたのみの女性、「ふたなり」が登場している。
その後、1995年から1996年にかけてシーメールというジャンルはそれなりの市民権を得る。1996年、山本竜二、新東宝SODOM『シーメール天国 両性具有の優越』（主演女優はフィリピン人のTARA）では、恐らく日本AVで初となる、シーメールの射精が実現した。監督の山本もやはり射精については重要と考えていたようで、たまたま金銭的な問題で女性ホルモンの投与を打ち始めたところで射精可能なTARAを採用したと言ったうえ、TARAがいなければ日本のシーメールAVはいまだ勃起すらなかったかもしれない、とまで語っている。
2002年にはマンガの後を追う形で、女優（この女優は完全に普通の女性である）がペニスバンドを装着して男性的オナニーや男性のアナルを犯すという演技を行う『男根少女 広末奈緒』（ドグマ）が発売されている。後続作品も発売され、これは「ふたなりもの」として、一定の形を見る。もちろん、ふたなり女性が女性を犯す設定のものもある。
なお、男優がシーメール女優の陰茎でアヌスを犯される「逆AF」（アナルファック）というものもある。だが、これは2011年現在、シーメール風俗店では（ペニスバンドによるものも含めれば）一般的なものであり、東京都内で30 - 40件は見られるという。
結局のところ、このジャンルは、生物学上にせよ見かけにせよ、男性が男性に挿入、男性が女性に挿入、女性が男性に挿入、女性が女性に挿入、全てがあり得るのである。また、シーメールAV女優は2011年に至っても供給不足であり、「芸は売るがゲイは売らない」という向きが強いとのことである。

### 微乳・貧乳
一般的にAVでは比較的豊満な乳房が好まれるが、微乳・貧乳といったジャンルも存在する。制服のスタイルとしてはセーラー服とスカート、現代的なデザインのブレザーとブラウスとスカート、モデルチェンジしていない設定の場合は紺色ブレザーとブラウスと吊りスカートなどの組み合わせがある。吊りスカートの場合、サスペンダーを下ろさずある程度温存する傾向がある。また、スカートやジャンパースカートとの一番の違いとしては本来の目的としては一番身長が伸びる成長変化の大きい時期のスカートなので丈が長めで丈夫に作られている。First Starの作品で2023年5月に発売された作品では菜月ひかるはサスペンダー付きのスカートで表紙に映っているが2年後の2025年6月に発売された総集編版で制作された作品の表紙ではサスペンダーを画像処理で消して(Google Pixelで言う消しゴムマジックに近い行為で)スカート姿に編集されている。昨今の中学校制服の多くがサスペンダー廃止を前提としたモデルチェンジを行なった影響と特定の年齢世代を意識して作られてないことをメーカーとしての配慮が示されている模様。現在はあまり行われなくなったがかつては制服から体操服に着替えることが公然と行われており2006年にプレステージが制作した作品で平原あいみが宇都宮市立若松原中学校の旧制服と思われるセーラー服と吊りスカートから共演者が用意した体操服上下に着替えたり、2013年にホワイトHEROが制作した作品で彩城ゆりながブラウスと吊りスカートから体操服上下に着替えていた。
巨乳という言葉は1980年ごろから存在していたが、それがエスカレートしてしまい、Dカップ程度では「美乳」と呼ばれるようになってしまった。「微乳」という言葉の発祥はテレビ朝日系列の深夜番組『トゥナイト2』の構成作家であるようだ。また、微乳が社会的に一定の注目を集めたのは1998年に発売された、当時清純派として人気であった女優、葉月里緒奈の写真集『RIONA』（篠山紀信）の乳房の小ささであったという。前述の『トゥナイト2』も葉月への反響を受けて微乳についての特集を組んでいる。
なお、この嗜好は微乳好きからすればいわゆるロリコン（少女性愛）とは相容れないものであるとする解釈も強く、何もわからない少女に不埒な行為をするようなことを想像しないでほしい、敏感なおっぱいが好きなのだ、と言ったところであるという。敏感でさえあれば、小さくなくても構わないとする解釈もあり得るようである。
業界ではそれを全面に押し出したものは、それぞれ2002年の『貧乳マニア おっぱいスペシャル総集編』（Gap Bust）、2004年の『微乳フェチ Acup・Bcup限定 小さなおっぱい作品集』（SODクリエイト）が初である。ただし、藤木TDC（2011）によれば、続編が発売されていないことから、後者の方については、売り上げはあまりよくなかったのではないかと推測している。ひとつのブームとなったのは2007年の『はにかみお姉さんの敏感Aカップ 微乳ビンカン美女VS肥満キモメン男優』（渡瀬安奈主演、ワープエンタテインメント）で、貧乳と肥満男性の乳房を比べるような内容のもの。これについての売り上げは不明であるが、2010年に『微乳A とっても感じるちっちゃいおっぱい 篠めぐみ』（ドリーム・チケット）は1万本近いヒットとなり、シリーズも2011年までに15本に達している。
なお、胸の大きくない女性にはそれに対するコンプレックスがあり、このジャンルが一定の市民権を得るまでには、女優捜しに少々の困難を来たしていた。「『こんな胸を見せたくない、恥ずかしい』と言った点も大事なポイントであり、貧乳であるが堂々としている女性は採らない」とする制作者もいる。

### 熟女
1960年代より小説などのエロ分野では人妻・未亡人は流れの一つとしてあった。これはピンク映画やロマンポルノといった映画ジャンルでも「団地妻」や「○○夫人」といった作品がシリーズ化していることでも明らかである。アダルトビデオ業界において意図的に熟女を主演とし、それを押し出して発表された作品の嚆矢は1990年6月、『ババァー! こんな私でもAVでれますか？』（マスカット）である。一般的にAVでは若く清楚な女優が好まれるが、「夢工房シーオーエルディディー」の芳賀栄太郎とADの中野貴雄はそこに斬り込み、56歳の浜野弘子を主演とした熟女物を制作した。ボディーサイズはB104、W115、H130、下ぶくれの顔で、どう見ても美人ではない。だが、この作品は当時「キワモノ」が流行していたこと、週刊誌で取りあげられたことなどにより700本以上を売り上げた。これはAVメーカーにとって十分に利益のある数字である。
なお、きっかけは「会社によく来るヤクルトおばさんや保険の勧誘員をAVに使えないか？」というアイディアからであった。また、熟女女優をマネジメントしているプロダクションなどはもちろん皆無であり、「歌舞伎町の大久保公園（当時、売春のメッカであった）で500円でフェラチオしてくれるおばちゃんたち」の中から、一番若い人を連れてきたということであった。この衝撃的な作品はFOCUS、FLASHで撮影現場が公開されたが、藤木TDCによれば女優の演技がよくなく、作品としてはいまひとつであったそうだ。ただし、これは嚆矢であるが、ブームを作ったものではなく、いわばキワモノである。
本格的なヒット作はこの直後に発売された、東美由紀の母親である浅野ともこ主演の『おふくろさんよ！』である。元松竹歌劇団団員である彼女は当時48歳ながらB95、W58、H92、Fカップという見事なボディーを持ち、内容は母と息子の近親相姦ものであった。全体的な雰囲気は古くさいピンク映画といった趣であったというが、淫乱ともまたひと味異なる、成熟した女性ならではのパフォーマンスを発揮していた。この作品は評論家たちには賛否両論であったらしいが、4,000本を売るヒットとなった。制作者の芳賀にも予想外の数字で、大いに驚いたという。ただし、続編についてはやはり女優のアテが無く、保険の外交員に、ギャラと保険加入を条件に出演してもらうということを5作目くらいまで続けざるを得なかった。
その後、このジャンルにも各社の参入が相次いだ。なお、この当時の熟女女優は先述の保険の外交員も含め、専門のAV女優に比べて非常にギャラが安く、1,000本程度も売れれば簡単に黒字となった。また、AVでの熟女ブームを確立した人物として、監督の海山輝一が挙げられる。海山は『おふくろさんよ！』のビッグモーカルに参入、30代の知的で清潔な美人妻というコンセプトで94年より『マダム倶楽部』シリーズを発表、各作品が1,000 - 2,000本を売るヒットを記録する。そして、その後の『貴婦人画報』も含め『美熟女』という概念を確立した。
藤木TDC（2011）はこの熟女というジャンルが地位を確立した原因を、一般のヘア・ヌードブームにある可能性が有ると分析する。例えば、日本ヘア・ヌード写真集の元祖ともいえる島田陽子も、辺見マリも山本リンダも四十路を過ぎた見まごうことなき「熟女」であった。藤木TDCはAVが先か、ヘアヌード写真集が先かは厳密にはわからないとしているが、いずれにせよ90年代より、熟女ブームが世間に定着したことは確かである。90年代に入ると人妻風俗店がオープン。在籍する風俗嬢が30代前半であったことで、AVジャンルの熟女・人妻も低年齢化が進む。1994年にはビッグモーカルが「マダム倶楽部」レーベルを開始。第1作では32歳、35歳、39歳の清潔感ある女性が出演した。この路線の決定打となったのは溜池ゴロー監督による『川奈まり子34歳』（ソフト・オン・デマンド）であり、溜池はそれまで担当してきた単体美少女作品を撮るのと同じように心がけ、販売総数2万本を記録。熟女単体がマニアのものではないことを証明した。溜池は「それまでは女性は若ければ若いほどいいという風潮があった。僕はずっと大人っぽいほうがいいと思っていた。好きだったのに言えなかった人が多かった」のではないかと発言している。
2011年現在は熟女ものには一定のシェアがあり、必要であればプロダクションからの紹介も期待できるほか、熟女専門のAV女優プロダクションもあるという。なお、2011年に至っては熟女ものは最早キワモノでも隙間産業でも無く、品質が求められる時代となっている。また、熟女ものの特徴として、作品の旬が長いといったことがある。若い女優を起用した作品は3ヵ月程度で売れなくなるが、熟女ものは1年単位、1999年に発売された『お茶を摘む田舎のお母さん』（ルビー）が2011年に至っても売れ続けるうえ、作品によってはVHSでの供給が行われるなど、他のジャンルとは一線を画するものがある。
またコスプレジャンルの一つであった「若妻」が2010年代より人妻ジャンルの細分化として確立してくる。きっかけは2010年にリリースされた浜崎りお（当時22歳）の『夫よりも義父を愛して…。 浜崎りお』（マドンナ）であったとされる。以降、20代で人妻メーカー専属、人妻専門といった女優も現れ始めた。
なお、このジャンルの特徴として、圧倒的にドラマ作品が多いことが挙げられる。90年代までは企画扱いであったため、ドキュメント作品も多く見受けられたが、大人の色気を表現するにはドラマ仕立てにするのが有効であり、前述の溜池によれば「単に30代で激しいセックスを撮っても売れない」「なぜ脱ぐのかが大事」とのこと。ただし、設定は偏りがあり、概ね「熟女が若い男を誘惑」「夫以外の男に犯され、最初は抵抗するが次第に喜びに目覚める」パターンの2つに分けられるという。

#### 高齢男優
1934年生まれ、当時76歳のAV男優「徳田重男」が、恐らくは日本の現役AV男優としては最年長としている。74歳時点で既に200もの作品に出演、本人の談では（76歳時点）今なお月に4本の作品に出演し、月に一回は射精も可能とのことであった。1994年にデビューした彼は町内会のヒヒジジイや要介護老人などの役柄もこなし、CNNに特集されるなど、最高齢のAV男優として、一定の著名性を得ている（詳しくは当該項目を参照）。ただし、史上最高齢という訳ではなく、FAプロの安田義章は80年代半ばから2004年、85歳まで現役を続けた。なお、2003年ごろに患った足の怪我で外出が難しくなり引退を余儀なくされ、2008年に逝去した。
なお、熟女物人気シリーズである『熟年夫婦』シリーズ（『熟年夫婦の性生活』など）では、出演者が男女とも素人かつ高齢である。このため、男性は常にプレッシャーと他人の目に晒され、勃起が非常に難しいといい、射精にまで至る男性はいないそうである。反面、女性はローションを用いれば問題は少ないという。

### フェチ
フェチビデオは、アダルトビデオ業界かそれに近い業者による、フェティシズムを追求した映像作品のこと。性行為が全く行われていない作品でも成立するのがこのジャンルである。
具体的な例は以下通り。
- コスプレ
- 援助交際・パパ活
- 放尿や排便、もしくは排泄物を口に入れたり身体に塗るといった行為や浣腸プレイ（スカトロ）および排泄物・吐瀉物・分泌液・恥垢（鼻くそなども）・体毛などを食品にかけたり飲料水に混ぜて摂取する行為
- 生理・経血
- 泥んこやペンキ（ウェット&メッシー）
- 制服などで着衣のままプールに入る行為
- 食べ物を顔や身体にかけたり塗りつけたりする行為。また性器や肛門に飲料水や食品を出し入れする行為もある。
- 縛ったり吊り下げたりする行為（緊縛）
- チラリズム
- 時間停止
- 女湯
- だるま女
- ドキュメンタリー風
- 露出・野外プレイ
- 職業モノ（CA・ナース・女教師・メイド・OL・チアガール・女性警察官・刑務官・女子学生・巫女・スナイパー・スパイなど）
- 近親相姦
- 浮気・不倫・略奪・寝取り
- パイズリ
- ポロリ
- 盗撮
- オナニー観察
- オーラルセックス
- 食虫
- 嘔吐
- 脚コキ、手コキ、尻コキ、ウンコキ、尿コキ、ゲロコキ（一部スカトロプレイの一種に分類される）
- 太ももコキ

ジェイドは、マニアック・フェチに特化した日本のアダルトコンテンツメーカー。

### ゲイビデオ
ゲイビデオは、主にゲイ（男性同性愛者）やバイセクシュアル（男性両性愛者）向けのアダルトビデオのことであり、ゲイAV、ホモビデオなどともいう。

### その他のジャンル
初体験もの
初めての性体験を作品にしたもので、処女喪失ものと童貞喪失ものに分かれる。童貞と処女がセックスするものもある。
また、女優に焦点を当て、中出し、レイプ、アナルなどプレイ内容を解禁する「解禁作品」も喪失系として需要がある。
野外露出もの
おもに、山林や海浜など人目につかない大自然の中での性行為（野外プレイ）を取り扱ったものと、人目がある場所での性行為（露出プレイ）を取り扱ったものの2種類に大別される。野外プレイでは開放感溢れる屋外設定での性行為を売りにしたり、露出プレイでは露出狂と呼ばれるAV女優が、公共の場設定で裸になったり性器を露出したりする。
レズ物
真性のレズビアン女優、AV女優、無名女優同士が貝合わせ、お互いの乳首を触らせる、ペニスバンド、ディルドー、電マ、バイブでの性行為、唾液交換などのシーンを見せる。
虜辱物
AV男優がAV女優を襲い、レイプ設定のシーンを撮る。
SM
厳密にSM行為に区分けされるものから、女優単体ものなどアダルトビデオのメインストリームの作品に緊縛などSM要素を含むものまで存在する。
アダルトアニメ
実写による撮影ではなく、アニメーションを用いたアダルトビデオについてはアダルトアニメの項目を参照のこと。
コスプレAV（キャラクター物）
女優が特定の漫画やアニメ、ゲームのキャラクターのコスプレをし、元ネタになった作品に基づいた寸劇を演じながら性行為にもっていくというもので、フェチ目的のコスプレ物とは別物である。基本的には企画物であるが、女優物としてリリースされることがある。
女性向けAV
女性を視聴者対象とした内容のもの。清潔感のあるイメージの映像であったり、女性受けの良い爽やかなAV男優が出演している。HOW TOを交えたものや、恋愛ドラマの形態をとっているものが多い。
研究者の服部恵典は「女性向けAVでは視線が反対」というだけでなく、第三者視点がほとんどであると分析。「ハメ撮り」形式の作品もあるものの、女性がカメラを手に持つよりも、手元にカメラを置いて持ち合うなど、あくまで小道具として用い、男性向けの持つ没入感より雰囲気や空気感を味わうものが多いという。また性交に至るまでのシチュエーション、事後のピロートークも男性向けよりも長く、描写が長めになる傾向がある。また、男性向けに見られるアクロバティックな体位は用いられない。メーカーの一つであるSILK LABO作品では、避妊具装着シーンを必ず入れている。
服部の調査ではSILK LABO設立当初はあらゆる男性向けを再編集し、女性向け作品として投入。人気作品の傾向と条件を精査した結果が上記の形になって表れているといい、『世田谷区在住 美人OL結衣24歳 恥辱まみれの輪姦レイプ』（2013年、SODクリエイト）というレイプ作品の前半イチャイチャシーンを抜粋編集したものが女性向けランキング1位だったこともあるという。
また服部は男性向けとの大きな違いを「作品タイトル」として挙げ、男性向けが即物的で説明的なのに対し、女性向けはイメージ重視。一方で、女性向けは概ね配信環境で見ることから、検索タグが細かく、これで好きなジャンルを検索できる、また苦手なプレイが表示されないよう、マイナス検索が容易になっている。
着衣物
コスプレからの派生系で制服・私服問わず完全に裸にせず、最低限の露出や服を着せたままでの性行為を撮る（例：ワイシャツのボタンをはだけさせる、シャツとブラジャーを捲るなどして胸の乳房だけ見せる。スカートを履いたまま、ボトムスだけ脱がし下半身のみ裸、パンツのクロッチ部分をずらして挿入）。男優はファスナーから性器を出しただけか、ボトムスだけを下ろした体勢が多い。
妊婦物
妊娠中期から出産直前（女優によっては出産予定日）までの膨らんだお腹（いわゆるボテ腹）に対するフェティシズム。
異人種間ポルノ
異人種間セックス、黒人姦（黒人男優を相手とする場合）。
乱交物
AV男優とAV女優が合計で3人以上出演する内容（いわゆるグループセックス）のもの。特にAV男優1人とAV女優複数の組み合わせの場合はハーレム物と呼ばれる（AV男優1人とAV女優2人の場合は逆3Pと称されることもある）。
睡眠姦、睡眠学習物
寝ている間に性行為する内容である。家に押し入り、寝込みを襲う（夜這い）内容がベーシックだが、睡眠薬を飲み会で飲み物に混ぜて飲ませ寝込んだのを確認して犯したり、犯している最中に目を覚まさぬ様に睡眠薬を強引に飲まして犯す等最早レイプ同然で「昏睡レイプ」と謳ったものもあり、レイプ物と重なる。また数日間寝込みを襲い、性行為に及び睡眠学習と称して快感を植え付け（覚えさせ）、最後に起きている時に襲い、犯して「何で気持ちいいの？ 訳分かんない」等と言わせる内容のものもある。

## 手法など
- ハメ撮り
- マジックミラー号
- マジックミラー号ちびQ

## その他
- ポルノ映画またはピンク映画は、映画用フィルムをもとに粗雑にビデオ化（テレシネ）処理した低画質商品であった。ところが、アテナ映像が初めてプロ用のカメラ（当時は4分の3インチ、Uマチックのカメラ）で撮影を行い、その画質の良さに爆発的ヒットを記録したのが、AV誕生の歴史である。当時は、女性が一人のみ登場しオナニーの真似をするだけの内容であった。
- このアテナ映像の成功を聞きつけ、当時ビニ本（エロ本）の出版社が、撮影方法を真似て後発メーカーが次々誕生した。1984年に素人学生風の女性が出演する『ミス本番・裕美子19歳』（田所裕美子）、『ミス本番有希子20歳めぐり逢い』（吉沢有希子―現早見瞳）などが発売され、ブームとなった。その後、淫乱ブーム、巨乳ブームなどがあり、多くのAV女優がデビューしている。
- 1980年代には家庭用ビデオテープレコーダのデッキが普及し始め、それまでの映画館などで上映されるポルノ映画・ピンク映画に代わって急速に発展した。厳密に言えばアダルトビデオの大流行によりビデオテープレコーダが普及したのであって、アダルトビデオそのものの誕生は女子大生ブーム誕生と同じ1980年である。普及の要因は、家庭用ビデオデッキが廉価になったことと、ビデオソフトを貸し出すレンタルビデオ店が増加し、安価に自宅で鑑賞できる環境が増えていったことが挙げられる。逆に、AVの登場がビデオデッキの普及率に貢献したともいわれている。同様にインターネットの急速な普及も、アダルトが大きな牽引力となっていた。
- 家電業界を二分したVHSとベータマックスの争いの行方も決定づけている。当時のAVメーカーの大多数は小規模であり、両規格をリリースする体力がなかったため、1980年代前半からVHSがリードしていたという事情と機材が安価に調達できる環境が整っていったことから、AVのほとんどをVHSのみで供給した。結果、AVを見たいユーザーはVHSへ流れ、元々優位であったVHSがさらに優位に立ち、ビデオ戦争は事実上終結した。その一方、高解像度光ディスク規格戦争で苦境に立たされつつあったHD DVDは、アダルトソフトで巻き返しを図ろうとしていたが叶わなかった。AVメーカーは当初ソフトコストの関係でHD DVD支持を表明していたが、BD陣営が開発した新技術やメディアの量産効果によりソフトコストがHD DVD以下になり、さらにワーナー・ブラザースを筆頭とするHD DVD単独支持および両陣営支持のメーカーの多くがBD単独支持へ移行したことにより、アダルト業界もBDになだれ打った。